# サリバン島の戦い
サリバン島の戦い（英: Battle of Sullivan's Island）は、アメリカ独立戦争中の1776年6月28日、サウスカロライナのチャールストン近くで行われた戦闘である。これはイギリス軍が最初に13植民地の中の都市を占領しようとした試みだった。この戦闘は第一次チャールストン包囲戦と呼ばれることもあるが、これは4年後の1780年に再度イギリス軍がチャールストン市を包囲し成功させたことによっている。
イギリス軍は北アメリカで反旗を翻した南部植民地に対して1776年初期に遠征軍を組織した。兵站の問題や悪天候によって実行が遅れ、同年5月になってノースカロライナの海岸部に到着した。その指揮官ヘンリー・クリントン将軍と海軍のピーター・パーカー提督はその地域が作戦遂行には適していない状態にあることが分かり、その代わりにサウスカロライナのチャールストンに鉾先を向けた。6月初旬にチャールストン近くに到着したイギリス軍は、サリバン島に近いロング島に上陸したが、サリバン島ではサウスカロライナの民兵が海上からの砲撃や陸からの襲撃に備えて部分的に砦を完成させていた。
陸からの襲撃は2つの島の間の海峡の水深が深く徒歩で渉れなかったために失敗し、アメリカ側の守備隊が海陸協働の上陸を阻止した。砦はスポンジのようなヤシの木材で構築されていたことと砂の多い土壌だったために海上からの砲撃はほとんど効果が無かった。守備側からの念入りな砲撃によってイギリス艦隊に少なからぬ損傷を与えたので、イギリス艦隊は丸1日の艦砲射撃後に撤退した。イギリス軍は遠征軍をニューヨーク市にまで戻し、次にこの地に戻ってきたのは1780年になってからだった。

## 背景
アメリカ独立戦争が1775年に勃発した当時、サウスカロライナ植民地のチャールストンは北アメリカ南部の商業中心だった。その市民はイギリスの議会が彼等に課税しようとすることに反対するときは他の植民地人と同調し、1775年4月にレキシントン・コンコードの戦いの報せが入った時には民兵の徴兵数を増加させた。1775年から1776年に入ったとき、植民地の田園部からも徴兵された民兵が市内に入り、市の製造業者や交易業者は軍需物資の製造を始め、市の周辺には防御工作物が形を取り始めていた。

### イギリス軍の作戦
北アメリカのイギリス軍は1775年の間、主にボストン包囲戦で釘付けになっていた。1776年になってからより支配を強化できる作戦基盤を求めて、南部植民地への遠征を計画した。当時ボストンにあったヘンリー・クリントン少将はノースカロライナのケープフェアに移動して、そこでノースカロライナの田園部で起ち上げられた大半がスコットランド系のロイヤリスト部隊、およびチャールズ・コーンウォリス少将が指揮するアイルランドからの正規軍2,000名と合流しようとした。
この作戦は最初から躓いた。アイルランドの遠征軍は当初1775年12月初めに出発することが期待されていたが、兵站の問題で遅れた。総勢2,500名となったその部隊は1776年2月13日になって、ピーター・パーカー提督の指揮する11艦の艦船に護衛されて出発した。クリントンは1月20日に軽歩兵2個中隊と共にボストンを出発し、先ずニューヨーク市に立ち寄ってニューヨーク植民地の総督ウィリアム・タイロンと会合した。大陸軍のジョージ・ワシントンはチャールズ・リー少将をニューヨーク市の防御度を視察するために派遣した。リーは偶然クリントンと同じ日にニューヨーク市に到着した。当時のニューヨーク市は著しく緊張が高まっていた。パトリオットの部隊はロイヤリストの武装解除と強制退去を始めており、ニューヨーク港に停泊するイギリス艦隊は糧食を得るために困難な状況だった。それにも拘わらず、クリントンはその標的が南部にあることを隠そうとしなかった。リーはこのことを知り、これは「確かに滑稽なやり方だ。敵に全ての作戦を報せるなんてあまりに新しすぎて信用できない」と語った。これは植民地人が南部への遠征について知った初めての機会ですらなかった。12月に押収された文書では既にイギリス軍が南部に向かう作戦を立てているという情報が得られていた。
クリントンは5月12日にケープフェアに到着したが、この時ヨーロッパからの護送船団がそこにいるものと期待していた。クリントンはノースカロライナ総督ジョサイア・マーティンとサウスカロライナ総督ウィリアム・キャンベルと会見し、徴兵したスコットランド系ロイヤリストの部隊が2週間前のムーアズクリーク橋の戦いで敗北したことを知った。クリントンはジョージア植民地総督ジェイムズ・ライトからも援助の約束を得ていたが、ライトは逮捕され、その後に海軍の艦船に逃亡していた。
パーカーの艦隊は大西洋を横切るために極度に難渋していた。嵐や荒海に災いされ艦隊の最初の艦船がケープフェアに到着したのは4月18日のことであり、コーンウォリスは5月3日になって到着した。その海域でイギリス軍がパトリオットの資産を襲撃した後、クリントン、コーンウォリスおよびパーカーはケープフェアが今後の作戦展開に適した場所ではないと結論づけた。パーカーが数艦の艦船を海岸の南北に派遣して偵察させ、チャールストンの防御が部分的にしか完成していないという報告があり、そこが有望だったのでチャールストンに向かうことにした。

### アメリカ側の防御

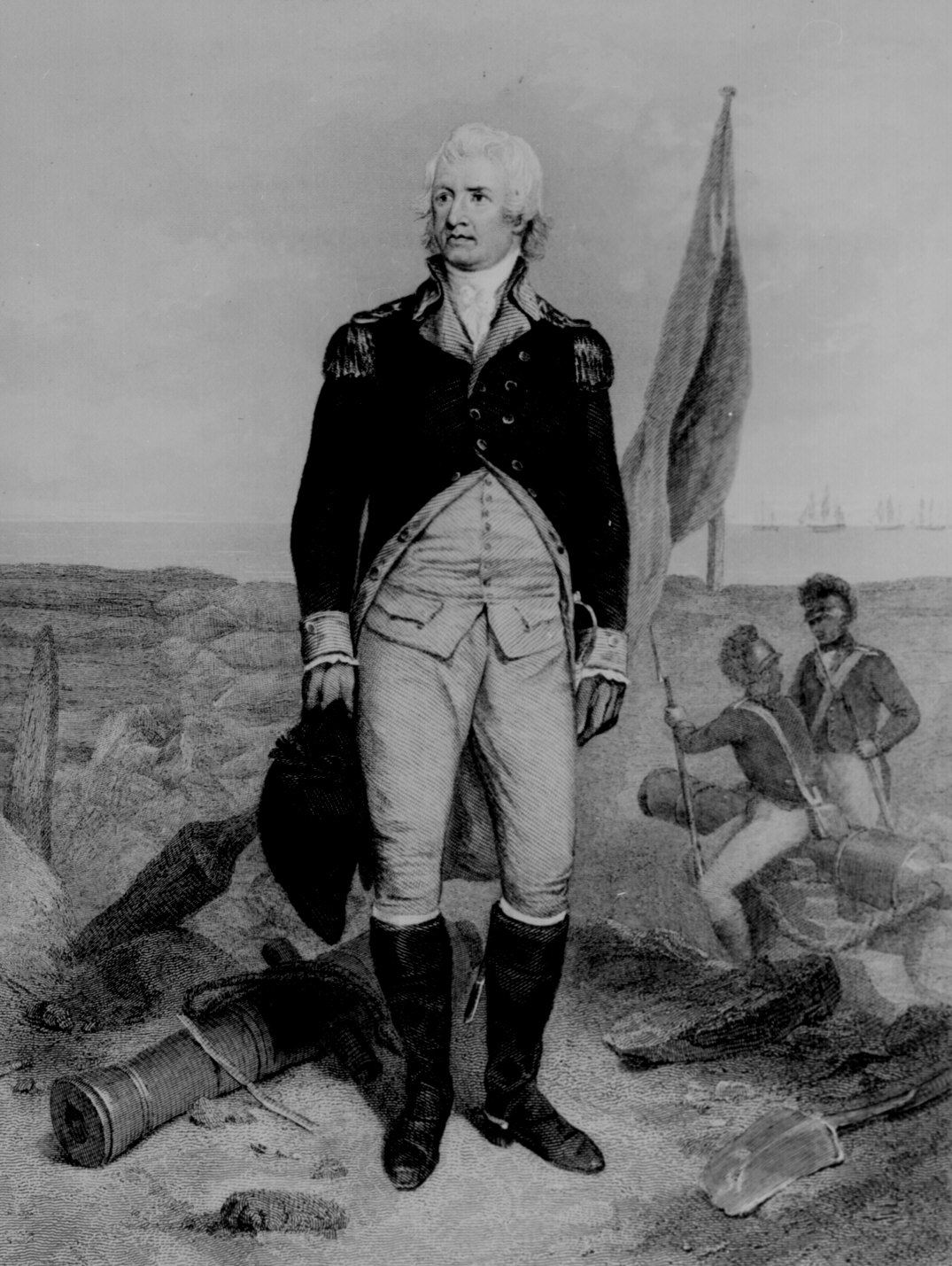
ウィリアム・ムールトリー大佐

サウスカロライナのジョン・ラトリッジは最近植民議会の議長に選ばれ、革命政府の根幹として留まっていた。ラトリッジは元民兵でインディアンと戦ってきていた46歳のウィリアム・ムールトリー大佐の指揮で防衛軍を組織させた。この軍隊は3個歩兵連隊と2個ライフル銃連隊で構成され、総勢は約2,000名だった。この軍隊にノースカロライナとバージニアから大陸軍連隊（1,900名）とチャールストン市および周辺部からの民兵2,700名が到着して補強された。
サリバン島はチャールストン港入口に突き出た砂の多い陸地であり、北方向に長さ4マイル (6 km)、幅数百ヤードあったが、ムールトリーはこの島を侵入してくる敵船から入口を守ることのできる砦建設に適した所だと考えた。チャールストン港に入ってくる大型船は、市の南東約8マイル (13 km) にわたって伸びる一連の浅瀬であるチャールストン・バーを先ず横切らなければならなかった。その後に内港に入る海峡にはサリバン島の南端があった。さらに続いてジェイムズ島の北端も通り過ぎる必要があり、そこにはジョンソン砦がチャールストン市への南東からの接近路を見張っていた。ムールトリーとそのサウスカロライナ第2連隊は1776年3月にサリバン島に到着し、島とチャールストン港への海峡を守る砦の建設を始めた。建設は緩りと進行し、パトリオット海軍部隊のピーター・ホリー艦長はその場所を「長さ500フィート (150 m)、幅16フィート (5 m)、砲弾を受け止めるために砂が埋められた巨大なペン」と表現していた。砲架は厚さ2インチ (50 mm) の板で作られ、木釘で固定された。

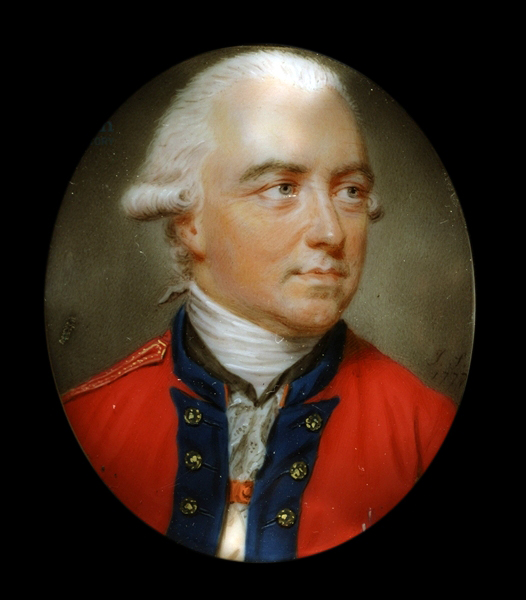
ヘンリー・クリントン将軍

大陸会議がリー将軍を南部における大陸軍指揮官に任命した。リーが南部に陸路向かう動きは、クリントンの艦隊が南部に向かったのと同時期だった。リーは6月1日にウィルミントンから、クリントン艦隊は出港したがバージニアに向かったのかサウスカロライナに向かったのか分からないと書き送っていた。リーは「私が敵に向かって行くのか、敵がこちらに向かってくるのか分からないということを白状する」と言いながらチャールストンに向かった。リーはイギリス艦隊がチャールストン港外に停泊した後でチャールストンに到着し、市の防衛部隊の指揮を執った。その直後に問題にぶつかった。サウスカロライナの軍隊（民兵と植民地連隊）は大陸軍の組織に入っておらず、正式にはリーの権力下には入っていなかった。サウスカロライナの部隊の中にはリーの指示に従わない部隊もあったので、ラトリッジがリーがサウスカロライナ全軍の指揮を執ると宣言することでこの場を抑えた。
矩形をしたサリバン砦は海に向かった壁しか完成しいなかった。その壁は高さ20フィート (6 m)、幅16フィート (5 m) で、ヤシの木材で作られていた。壁の間は砂で埋められ、大砲が据えられた木製の架台の上に10フィート (3 m) の高さまで積み上げられた。急拵えの厚板製防柵が火薬庫とまだ工事が終わっていない北側の壁を守っていた。9ないし12ポンド砲からイギリス製18ポンド砲やフランス製26ポンド砲数門まで全部で31門の大砲が前面と後面の壁に据えられた。リー将軍はまだ工事が終わっていないその状態を見て、そこを「大虐殺のペン」と呼び、砦の放棄を提案した。ラトリッジ議長がこれを拒み、ムールトリー大佐には「サリバン砦を去ること以外、全て（リーに）従う」ことを特別に命令した。ムールトリーが遅延工作を行ったので、リーがこれに怒り、6月27日にはムールトリーを別の者に入れ替える決断をしていたが、それができるはずだった翌日には戦闘が始まった。

### イギリス軍の到着
イギリス艦隊は5月31日にケープフェアを出航し、翌日にはチャールストン港外に到着した。ムールトリーはサリバン島から数百ヤード離れたロング島でイギリス軍の偵察船が上陸可能な地点を探っていることに気付いた。その後サリバン島北端を守るために部隊が派遣された。6月8日までにイギリス艦隊の大半の艦船が砂州を通過し、砂州と港口の間の碇泊所であるファイブファソムホールに碇を下ろした。サリバン島の砦が半分しか完成されていないのを見たパーカー提督は、その戦艦の大砲で砦の壁を打ち破れるという自信を表明した。パーカーはクリントンの陸軍すら必要としないと楽観的に考え、クリントンには砦の大砲を破壊した後に、大砲の援護下に（そのために訓練してきた）水兵と海兵を上陸」させるので、「貴方が適切と考えるだけの部隊を送ってくれるまで砦を占領」しておくことができると伝言を送った。

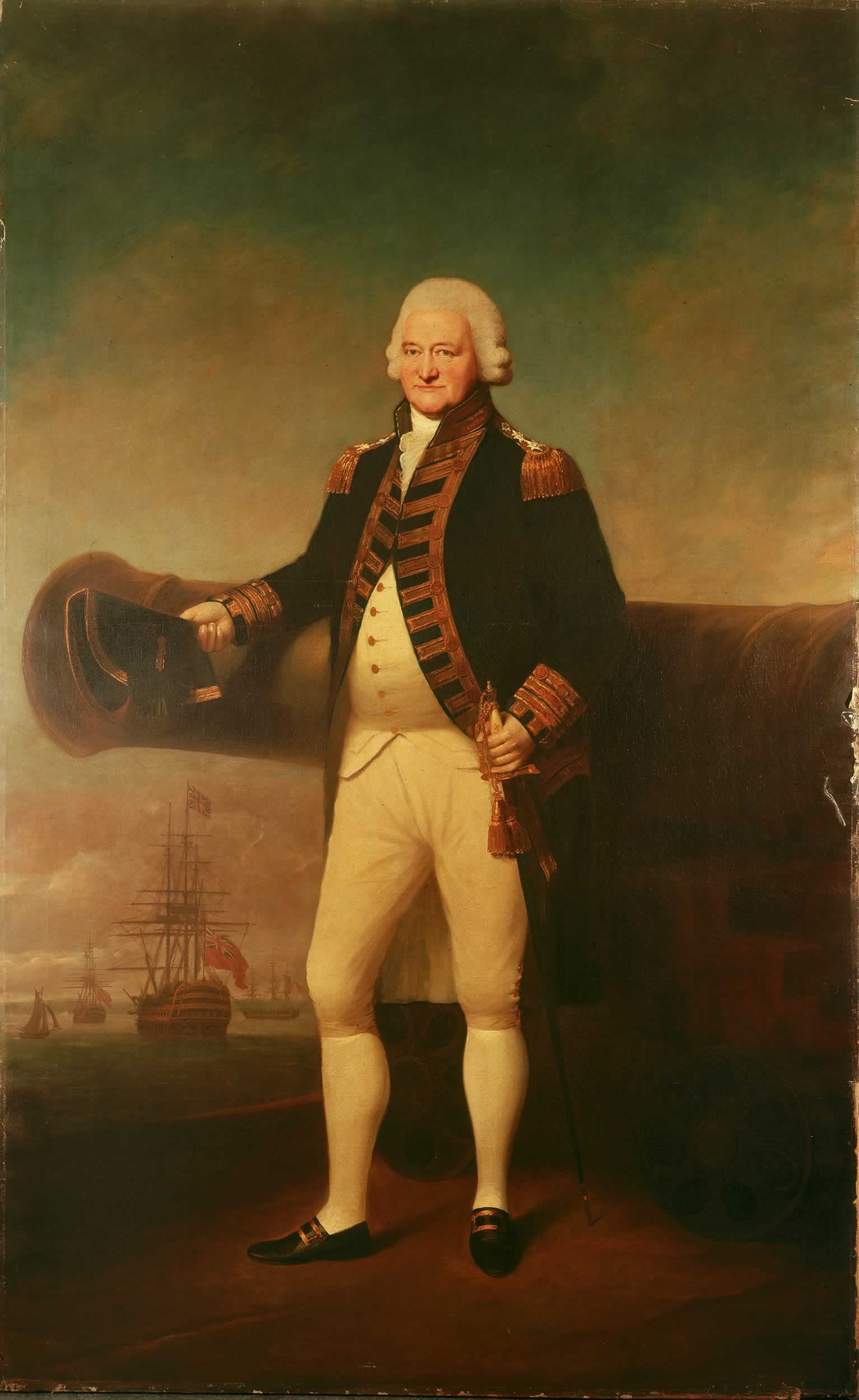
ピーター・パーカー提督

イギリス艦隊は9艦のマン・オブ・ウォーで構成されていた。旗艦は大砲50門搭載のHMSブリストル、その他50門搭載のHMSエクスペリメントとフリゲート艦のHMSアクテオン、HMSアクティブ、HMSソールベイ、HMSサイレーン、HMSスフィンクス、HMSフレンドシップおよび砲艦のHMSサンダーであり、搭載大砲の総数は300門近かった。この遠征に従軍した陸軍は第15、第28、第33、第37、第54、第57の歩兵連隊と第46歩兵連隊の一部だった。6月7日、クリントンは反乱を起こした植民地人に武器を収めるよう呼びかける宣言を発した。しかし、経験を積んでいない防御部隊が（休戦の旗を翻して）その宣言書を運んでいた船に発砲したので、それは翌日まで届けられなかった。これと同じ日にクリントンはロング島に2,000名の部隊の上陸を始めさせた。その意図は、ロング島とサリバン島の間の海峡が徒歩で渉れるだけ浅いものと考えていたので、これらの部隊がそこを渉り、一方で艦隊がサリバン島に砲撃を続けるというものだった。
リー将軍はイギリス軍の上陸に対して幾つかの行動で反応した。まずイギリス軍がチャールストンに直接攻撃を掛けることを意図した場合に備えて、本土の陣地を強化することを始めた。またサリバン砦の守備隊が退却する場合に備えて舟橋を作ろうとしたが、島とチャールストン市を隔てる幅1マイル (1.6 km) の海峡を渡せるだけの橋を構成する船を確保できなかったので失敗した。ムールトリーとラトリッジがその動きを支持していなかったことも失敗の要因であった可能性がある。アメリカ側はサリバン島の北端に塹壕を掘り、ここに750名以上の兵士と3門の大砲を配備した。またサリバン砦から対岸の本土側にあるハドレルズポイントにあった監視所の強化を始めた。
クリントン将軍は6月17日に攻撃にあたっての最初の大きな問題に直面した。2つの島の間の海峡を渉ることとしていたが、海峡の一部は少なくとも兵士の肩の高さまで水深があり、敵兵が居ないとしてもそこを渉るのは困難だった。ボートを使って部隊を渡すことも考えたが、アメリカ側はリー将軍からの適切な助言に従って強固な防御陣地を拵えたので、艦船やロング島からの砲撃も事実上不可能だった。その結果、イギリス軍とアメリカ軍が海峡を挟んで対峙し、長射程でほとんど効果の無い砲撃を時たま交わすだけだった。クリントンはこのことで、パーカー提督が「単独で敗北を喫する名誉」を受けることになると報告した。攻撃開始は当初6月24日に計画されていたが、天候と逆風という条件のために、パーカーは数日間延期すると宣言した。

## 戦闘
6月28日朝、サリバン砦はムールトリー大佐が守り、その下に第2サウスカロライナ連隊と第4サウスカロライナ砲兵隊の1個中隊が付き、総勢は435名だった。午前9時頃、イギリス艦船が攻撃開始の準備が全て整ったことを示す信号弾を発砲した。その後1時間足らずの間に、9艦の戦闘艦が砦に向かう位置に移動した。パーカーはサンダーとフレンドシップを砦から約1.5マイル (2.4 km) の位置に碇泊させ、アクティブ、ブリストル、エクスペリメントとソールベイにはサリバン島にさらに近く約400ヤード (360 m) にまで接近させ、砦に舷側を向けて碇泊させた。これらの艦船は所定の位置に就いたときに砦への砲撃を始め、砦の守備隊も反撃を始めた。サンダーの砲弾の多くは砦かその近くに着弾したが、効果はほとんど無かった。ムールトリーに拠れば「砦の中央は沼地だったので砲弾を即座に飲み込み、砦と周辺の砂地に着弾したものは即座に埋められた。」この戦闘におけるサンダーの役割はかなり短命でもあった。砦からかなり遠距離に碇泊しており、その射程を上げるために搭載していた迫撃砲と予備の火薬を積みすぎていたので、砲架が破壊されることになった。ムールトリー砦の守備隊は火薬が不足していたので、大砲も慎重なペースで発砲させており、実際に数人の士官だけが照準を合わさせているだけだった。一時には4門の大砲を使って小さな一斉射撃をさせた。あるイギリス軍の観察者は「彼らの発砲は驚くほど効果があり」、さらに「緩りだが的確だった。彼らは大変冷静であり、大砲が過剰なくらい照準を合わせていなければ発砲しないように配慮した」と記していた。
クリントン将軍はサリバン島の北端に渡る動きを始めさせた。その部隊を運ぶ長艇の船隊は2隻のスループ艦に護衛されていたが、守備隊のウィリアム・トムソン大佐の部隊から砲撃された。ぶどう弾やライフル銃弾の集中砲火を浴びたので、クリントンはこの試みを中止させた。
正午頃、フリゲート艦のスフィンクス、サイレーン、およびアクテオンが浅瀬を避けながら回り道をし、砦の主たる砲台を縦射できる位置を取ろうとした。ここは砦からの逃亡路も抑えるものだった。しかし、この3艦ともに海図に載っていない砂州で座礁し、その過程の中でアクテオンとスフィンクスの儀装が縺れ合ってしまった。イギリス軍はスフィンクスとサイレーンを何とか離礁させたが、アクテオンは水面下の砂州の方向に動いてしまい座礁したままとなった。その結果、3艦ともに意図した位置には到達できないことになり、ムールトリー大佐は運が離れなかったことを「これら3艦がその目的を果たしていたら、我々は大砲を手放さなければならないように縦射されていたことだろう」と語っていた。

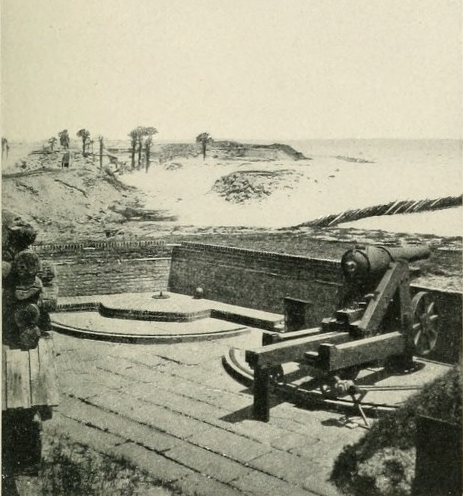
ムールトリー砦からチャールストン港を見下ろす。南北戦争のときの写真

砦では、ムールトリーがその部下に、2艦のマン・オブ・ウォー、ブリストルとエクスペリメントに砲火を集中させるよう命令し、それをことごとく命中させた。ブリストルに浴びせられた連射でその儀装の大半を破壊し、主マストとミズンマスト（後檣）を共に大破させた。1発は後甲板を直撃し、パーカーの膝と太腿に軽傷を負わせた。この砲弾はパーカーの半ズボンの一部も引きちぎり、背中側が露出してしまった。午後の半ばまでに、守備側は火薬が底を衝き、その砲撃は短時間中断された。しかし、リーが本土からさらに弾薬を送らせたので、守備隊はイギリス艦船への砲撃を再開した。その日遅くリーが短時間砦を訪れ、ムールトリー大佐に「貴方がここでよくやっているのが分かる。私には用が無いだろうから町に戻ることにする」と伝えた。パーカー提督は絶え間ない潜伏からの砲撃で砦の壁を破ろうとした。この戦術は砦の建設に使われたヤシ材のスポンジのような性質のために効果が無かった。構造物は振動して、砲弾で砕けるよりもそれを吸収した。砲撃戦は午後の9時頃まで続いたが、暗闇のために戦いを休止せざるを得ず、イギリス艦隊はその場から退却した。
パーカーが損失を数えると、ブリストルの艦上で水兵40名が戦死し71名が負傷していた。ブリストルは船殻、帆桁、儀装に70発以上の砲弾を受けていた。エクスペリメントも水兵23名が戦死、56名が負傷し、大きな損傷を受けていた。アクティブとソールベイからはそれぞれ15名の損失と報告された。アメリカ側はその損失が戦死12名、負傷25名と報告された。翌朝、イギリス軍は座礁したアクテオンを砂州から離礁させることができず、その艦が敵の手に落ちるのを防ぐために火を放った。パトリオットの兵士が小さなボートで燃えているこの船に漕ぎ寄せ、そのイギリスの艦船で砲弾を放った後、艦内に残っていたものを持てるだけ略奪し、艦の火薬庫が爆発する直前に脱出した。

## 戦闘の後
イギリス軍は再度砦を占領するための試みを起こさなかった。戦闘から数日後にはチャールストンの民衆がフィラデルフィアで独立宣言が発せられたことを知った。イギリス陸軍はその輸送船団に乗船し、7月21日にはイギリス艦隊がニューヨーク市に対する作戦で陸軍を助けるために北方に引き上げた。イギリス輸送船の1隻がロング島沖で座礁し、パトリオット部隊に捕獲されるというおまけまでついた。
イギリス軍は1780年になるまでチャールストンに戻っては来なかった。この年、クリントン将軍がチャールストン市を包囲し、大陸軍全軍を捕虜にすることに成功した。1778年には南部が再びこの戦争の焦点になっていた。南部の諸邦は北部での戦争遂行のために軍需物資を供給し、戦費を賄うために貴重な硬貨を手に入れられる貿易品を生産していた。
パーカー提督とクリントン将軍はこの戦闘後も舌戦を戦わせ、それぞれがこの遠征の失敗について互いの責任を追及し続けた。クリントンはイギリス政府から非難されなかったが、大衆の意見は彼に非があるとしており、パーカーはその勇敢さの故に賞賛された。

## 遺産
サリバン砦は、この戦闘後間もなく、ウィリアム・ムールトリー大佐が砦とチャールストン市をうまく守りぬいたことを称え、ムールトリー砦と改名された。その後の2世紀の間に大幅に改修が施され、アメリカ南北戦争が勃発する前には、チャールストン市を守る主要な役割はサムター砦に移された。その場所は1960年にアメリカ合衆国国立公園局に移管され、現在はサムター砦国立史跡の一部となっている。